# Parachernes bicolor
Parachernes bicolor är en spindeldjursart som först beskrevs av Luigi Balzan 1892.  Parachernes bicolor ingår i släktet Parachernes och familjen blindklokrypare. Inga underarter finns listade i Catalogue of Life.